# Campionati africani di ciclismo su strada - Corsa in linea femminile Under 23
La Corsa in linea femminile Under 23 è uno degli eventi disputati durante i Campionati africani di ciclismo su strada. Per la prima volta fu corsa nel 2018. Da quell'anno viene corsa stabilmente, a eccezione del 2020.

## Albo d'oro
Aggiornato all'edizione 2023.
| Anno | Vincitore                  | Secondo              | Terzo                |
| ---- | -------------------------- | -------------------- | -------------------- |
| 2018 | Eyeru Tesfoam Gebru        | Tighisti Ghebrihiwet | Selam Ahama Gerefiel |
| 2019 | Desiet Kidane              | Selam Ahama Gerefiel | Awa Bamogo           |
| 2020 | non disputata              | non disputata        | non disputata        |
| 2021 | Frances Janse van Rensburg | Diane Ingabire       | Valantine Nzayisenga |
| 2022 | Nesrine Houili             | Hapepa Eliwa         | Minata Soro          |
| 2023 | Diane Ingabire             | Xaverine Nirere      | Nesrine Houili       |

## Medagliere
| Pos.   | Nazione        | Oro | Argento | Bronzo | Totale |
| ------ | -------------- | --- | ------- | ------ | ------ |
| 1      | Ruanda         | 1   | 2       | 1      | 4      |
| 2      | Etiopia        | 1   | 1       | 1      | 3      |
| 3      | Eritrea        | 1   | 1       | 0      | 2      |
| 4      | Algeria        | 1   | 0       | 1      | 2      |
| 5      | Sudafrica      | 1   | 0       | 0      | 1      |
| 6      | Egitto         | 0   | 1       | 0      | 1      |
| 7      | Burkina Faso   | 0   | 0       | 1      | 1      |
| 7      | Costa d'Avorio | 0   | 0       | 1      | 1      |
| Totale | Totale         | 5   | 5       | 5      | 15     |